# Linolschnitt

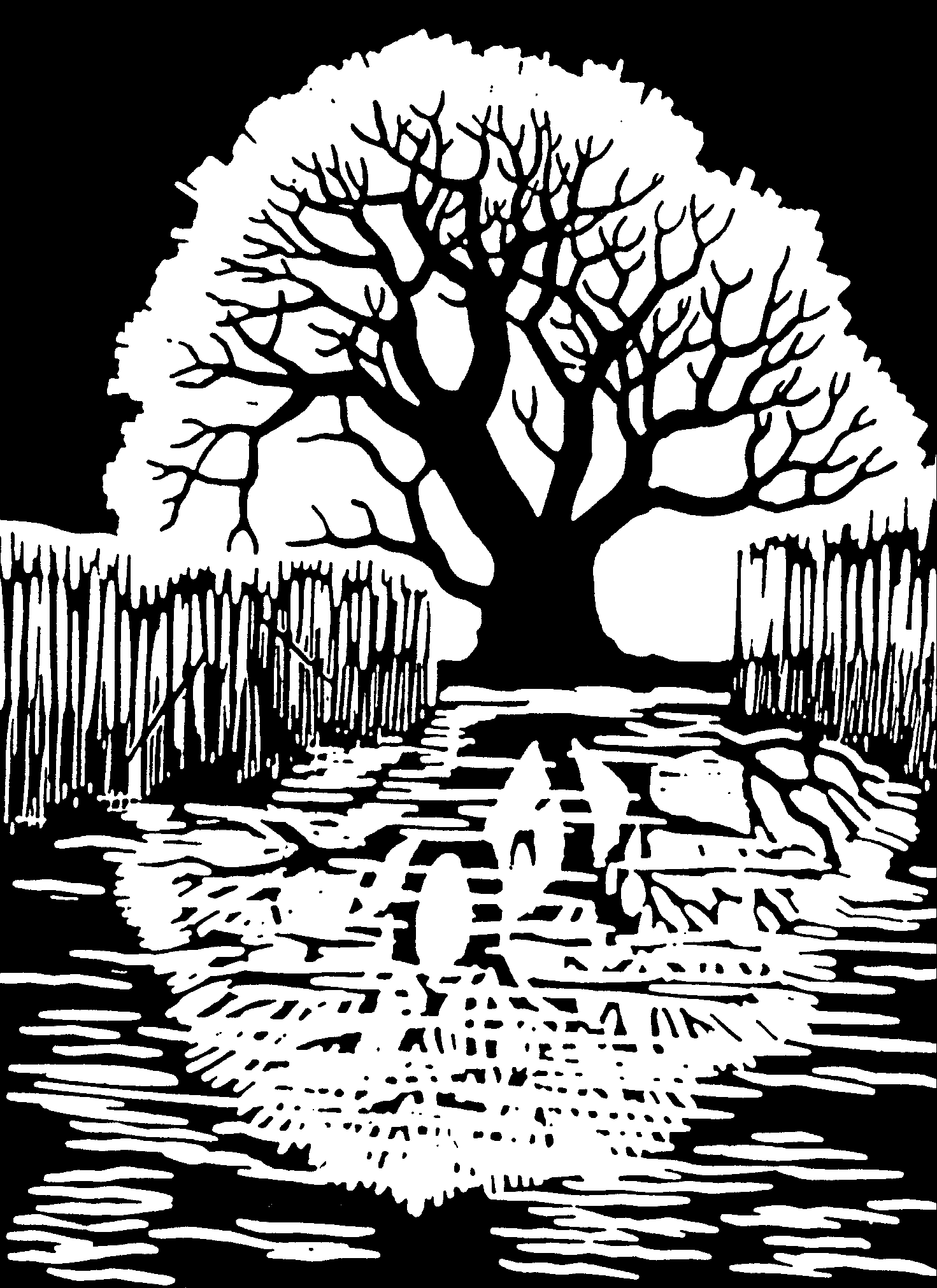
Linolschnitt, Einplattendruck in Schwarz (Schwarzdruck). Linolschnitt: Hartmut Josi Bennöhr: Eichenbaum am Seeufer mit Schilf und Spiegelbild, 1975

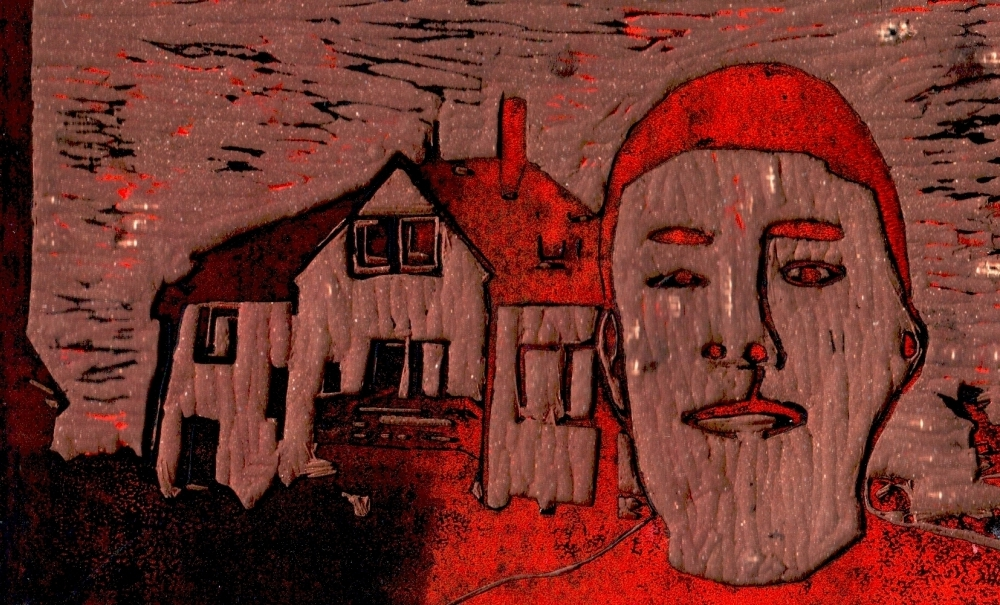
Mit Rot und Schwarz eingefärbte Linoleumplatte für einen zweifarbigen Einplattendruck.

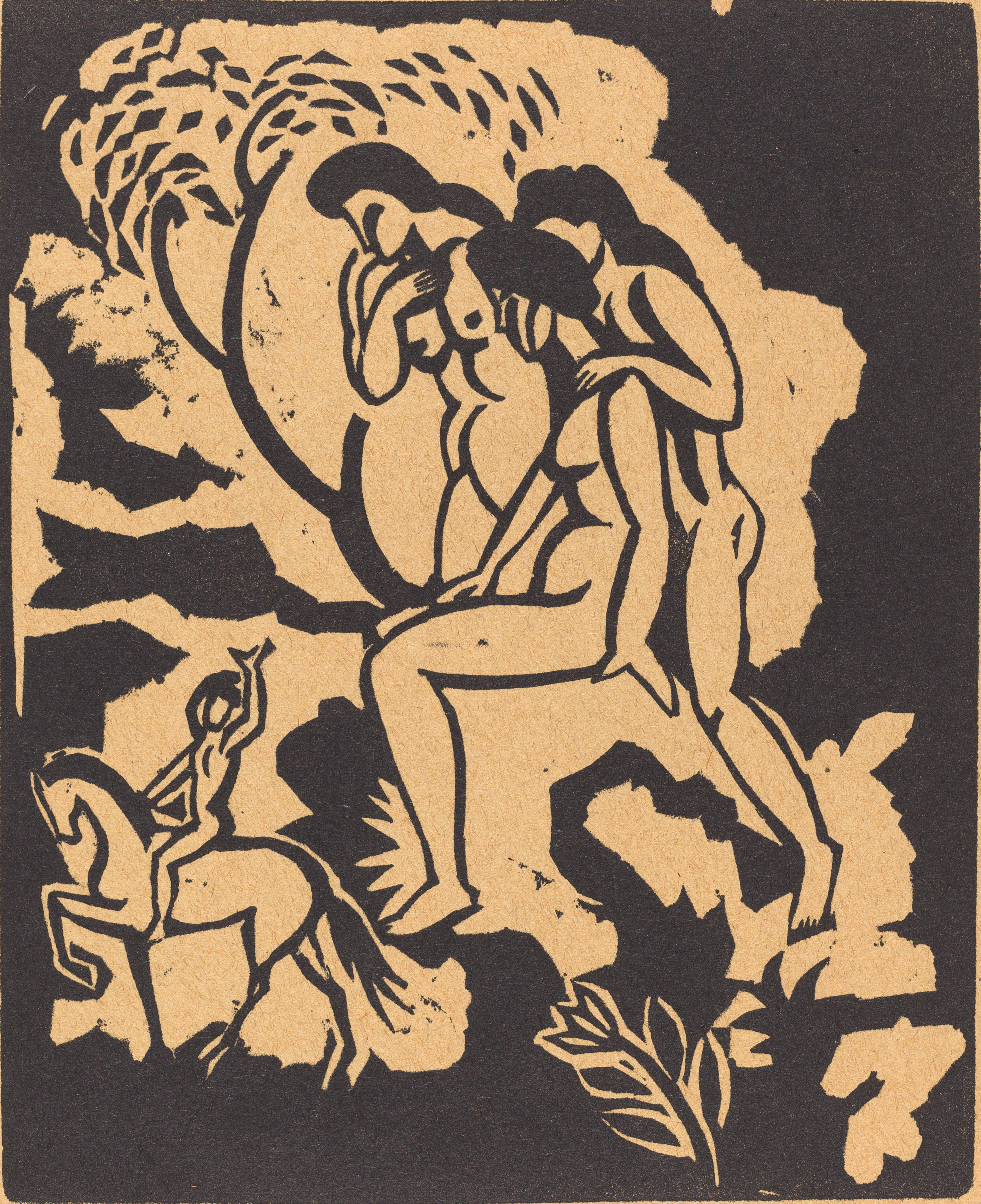
Einplattendruck in Schwarz (Schwarzdruck) auf braunem Papier. August Macke: Begrüßung, 1912

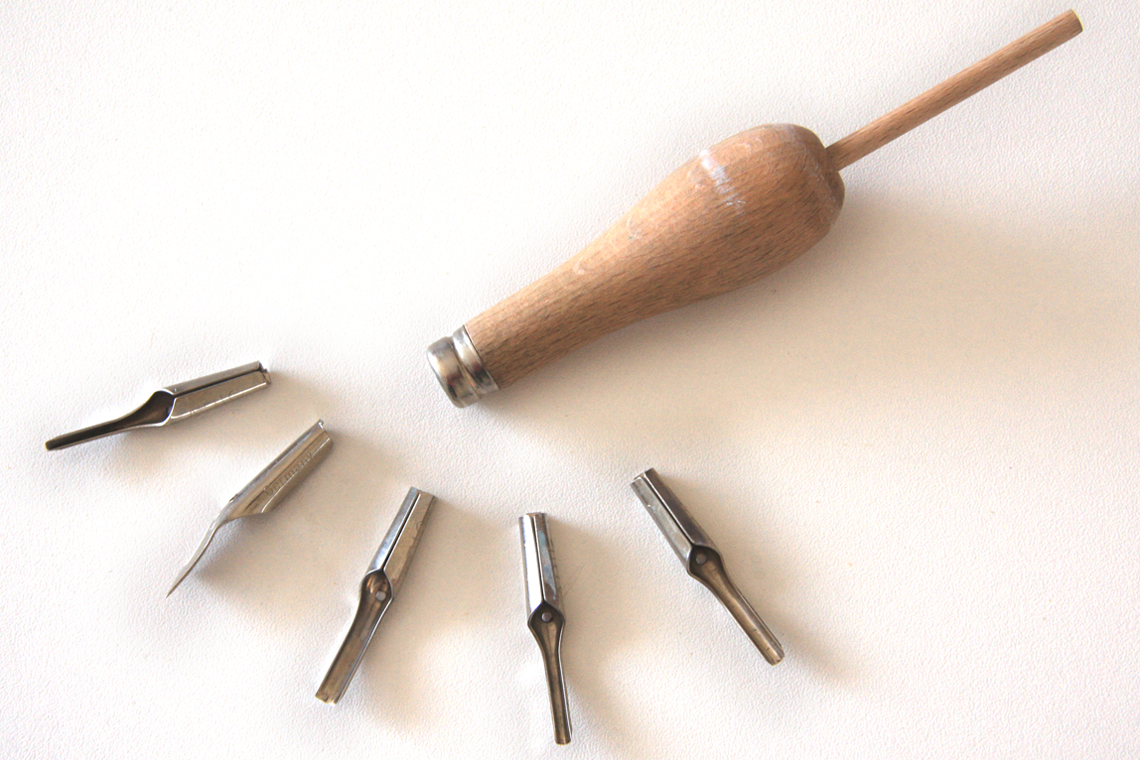
Schneidewerkzeug

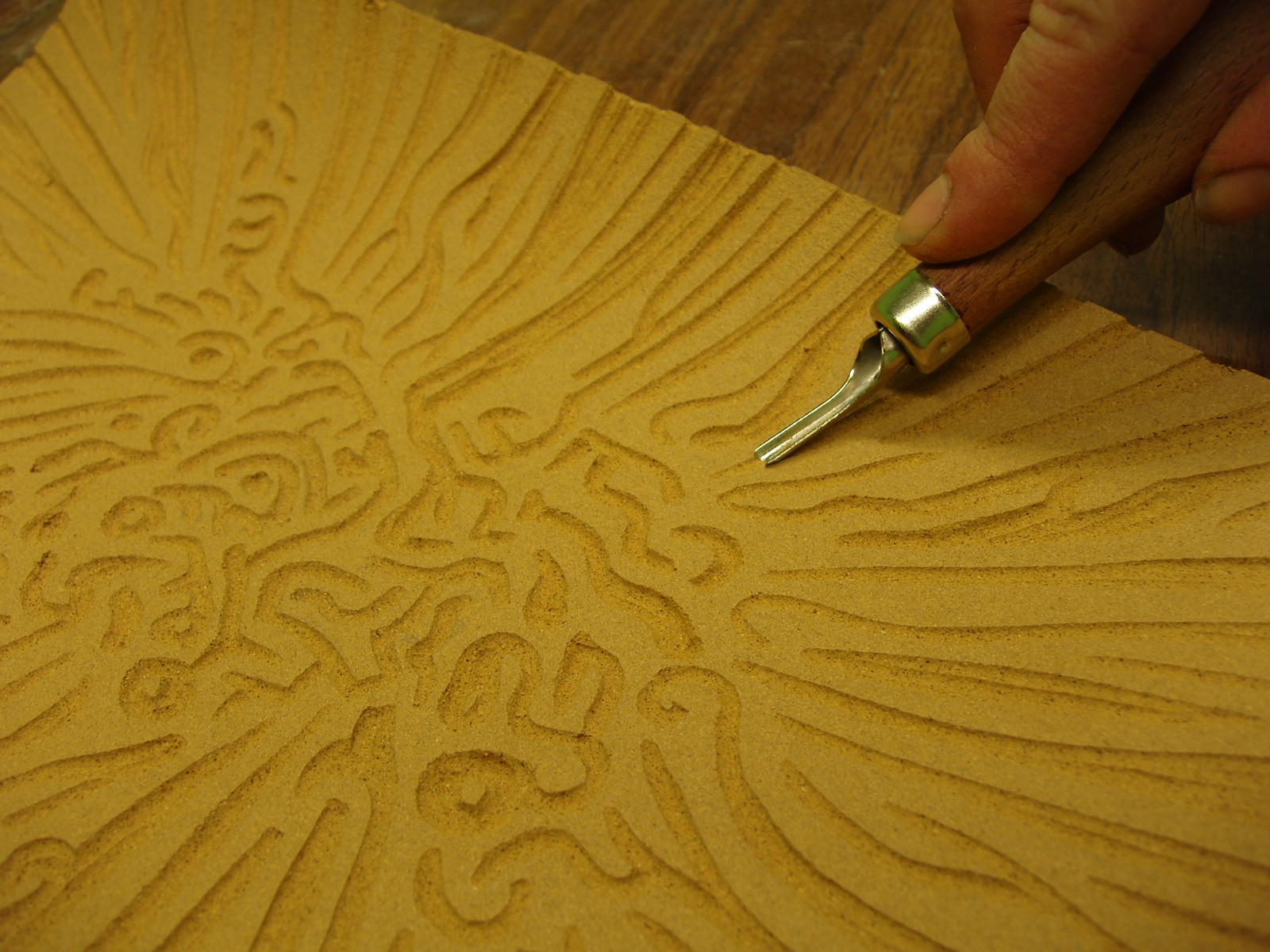
Linolschneiderin bei der Arbeit

Der Linolschnitt (auch Linoleumschnitt; englisch: linocut) (von lateinisch līnum oleum: Leinöl) ist eine grafische Technik. Neben dem Holzschnitt und Stempeldruck ist er ein gebräuchliches Hochdruckverfahren. Er bezeichnet zum einen die Hochdrucktechnik und zum anderen das fertige, gedruckte Bild. Die Druckplatte besteht aus Linoleum. Das Material ist billiger, elastischer, weicher und leichter zu bearbeiten als Holz. Die druckenden Teile sind auf der Linoleumplatte erhaben, während die nicht druckenden Teile vertieft liegen. Die hochstehenden Teile werden mit Farbe überwalzt  und dann auf einem Bedruckstoff (meist Papier) abgedruckt. Das gedruckte Bild ist gegenüber dem Bild auf der Druckplatte spiegelverkehrt.

## Geschichte
Der englische Chemiker Sir Frederick Walton (1834–1928) hat das Linoleum entwickelt und meldete das Patent 1863 als Bodenbelag an. Nach 1890 fertigte der österreichische Maler Franz Čižek (1865–1946) mit dem Material die ersten künstlerischen Drucke. Später verwendeten auch Henri Matisse (1869–1954), Maurice de Vlaminck (1876–1958) und Maurits Cornelis Escher (1898–1972) die Technik. Zwischen 1958 und 1962 fertigte Pablo Picasso (1881–1973) 107 Linolschnitte. Auch Expressionisten wie Gabriele Münter (1877–1962), August Macke (1887–1914) oder Christian Rohlfs (1849–1938) schätzten neben dem Holzschnitt den Linolschnitt. In den 1980er Jahren entdeckten Künstler wie Georg Baselitz (1938–…), Markus Lüpertz (1941–…) oder Jörg Immendorff (1945–2007) das Hochdruckverfahren wieder. Sie fertigten stark farbige, teilweise sehr großformatige Linolschnitte.
Bevor moderne Satztechniken die maschinelle Gestaltung großflächiger Schriftzüge ermöglichten, wurde er auch von Schriftsetzern gelegentlich zur Gestaltung von Reklamedrucken und Plakaten eingesetzt.

## Material und Werkzeug
- Linoleumplatte: Als Druckplatte dient eine Linoleumplatte. Sie besteht im Wesentlichen aus Leinöl, Harz, Kork- und Holzmehl, das auf einem Jutegewebe als Trägerschicht aufgebracht ist.
- Schneidewerkzeug: Als Werkzeuge dienen verschiedene Schneideklingen: ein Konturmesser, ein Geißfuß (v-förmige Klinge) und drei Hohleisen (Rundmesser, u-förmige, 2, 3 oder 4 mm breite Klinge). Als Halterung dient ein Schraubhalter oder ein birnenförmiges Holzheft mit Ausstoßer. Im einfachsten Fall lässt sich ein gewöhnliches Taschenmesser verwenden.[6]
- Druckfarbe: Als Druckfarbe lassen sich wasserlösliche Farben (Japanaqua) oder ölbasierte Farben verwenden. Wasserlösliche Druckfarben trocknen erheblich schneller als ölhaltige Druckfarben, bei denen bei dickem Farbauftrag eine Trocknungszeit von mehr als 24 Stunden eingeplant werden muss. Allerdings zeichnen sich ölhaltige Druckfarben in der Regel durch eine größere Farbintensität und Stofflichkeit aus.[7]
- Papier oder andere Bedruckstoffe: Meist wird auf Papier (z. B. Japanpapier, Löschpapier) gedruckt, das glatt, saugfähig und zerreißfest ist. Das Papier ist im Allgemeinen weiß, kann aber auch farbig oder gemustert sein. Daneben ist das Drucken auf Leder, Stoff (z. B. Leinen, Rohseide, Fahnentuch) oder anderen saugfähigen Untergründen möglich.
- Weiterhin benötigt man zum Drucken eine Farbwalze, eine glatte Glas- oder Steinplatte, eine Druckpresse oder Küchenutensilien.

## Arbeitsschritte
Der Arbeitsablauf beim Linoldruck umfasst mehrere Schritte.

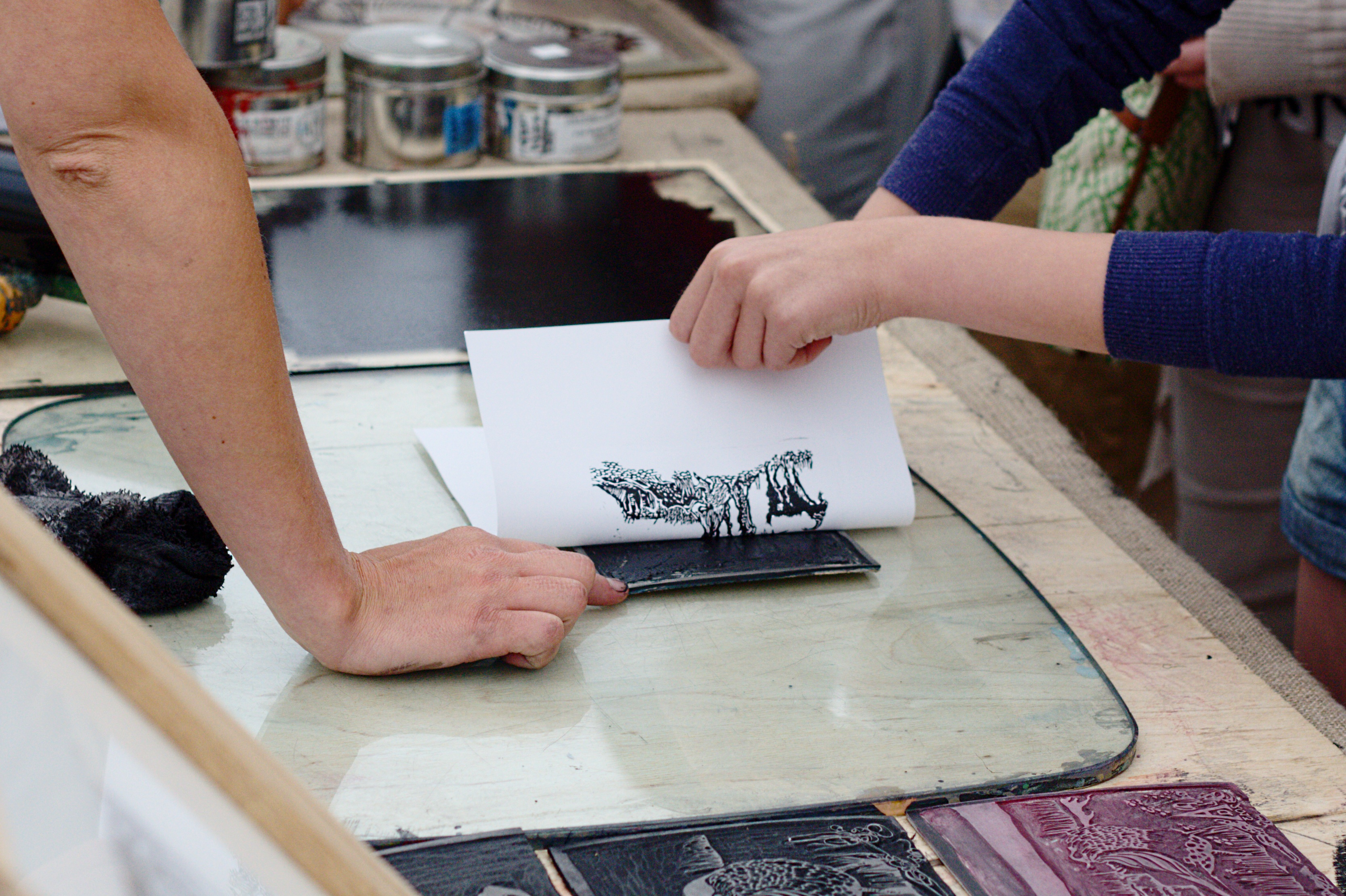
Handabzug eines Linolschnitts

1. Handabzug eines LinolschnittsEntwurf: Im Allgemeinen fertigt man zunächst einen Entwurf. Das kann eine Vorzeichnung auf Papier, ein Papierschnitt aus schwarzem Papier oder eine Zeichnung direkt auf der Linolplatte sein.
2. Übertragen des Entwurfs: Der Entwurf wird auf die Linolplatte übertragen. Das kann zum Beispiel mit Hilfe von Durchschlagpapier (Durchschreibepapier) oder Transparentpapier geschehen.
3. Schneiden: Die Teile, die später die Farbe aufnehmen sollen, müssen erhaben stehen bleiben. Die nicht druckenden Bereiche werden mit dem Schneidewerkzeug aus dem Linoleum herausgeschnitten. Die Kanten der stehengebliebenen Fläche dürfen nicht unterhöhlt sein. Sie würden sich sonst beim Drucken umbiegen oder ausbrechen. Um sich nicht zu verletzen, sollten die Schnitte immer vom Körper weg und nicht in der Richtung zur (linken) Hand erfolgen, die die Platte festhält.[8]
4. Farbauftrag: Mit einer Farbwalze (Farbroller, Gummiwalze) wird zunächst auf einer glatten Oberfläche (Glas- oder Steinplatte) die Farbe verteilt und gleichmäßig aufgenommen. Dann wird die Platte eingefärbt, wobei auf eine gleichmäßige Verteilung zu achten ist. Statt mit einer Walze lassen sich Farben mit Pinseln, Tupfern oder den Fingerspitzen auftragen.[9]
5. Druck: Auf die Druckplatte wird das Papier gelegt. Ein Handdruck (Reibedruck) erfolgt zum Beispiel mit dem Handballen oder mit Küchenutensilien (z. B. Teigrolle, Ess- oder Kochlöffel). Ein Pressendruck mit einer Druckpresse eignet sich für größere Auflagen und gleichmäßigen Farbauftrag.[10]

## Linolschnitttechniken
Um eine künstlerische Aussage eindringlicher und gezielter zu gestalten, ist es sinnvoll, die unterschiedlichen Gestaltungsmöglichkeiten adäquat einzeln oder kombiniert einzusetzen.
1. Weißlinienschnitt (auch weißliniger Schnitt): Die einfachste Technik des Linolschnitts besteht aus Linien, die in die Platte hineingeschnitten werden.
2. Schwarzlinienschnitt: Beim Schwarzlinienschnitt bleiben schmale Stege stehen, die im Druck als schwarze Linien erscheinen.
3. Weißflächenschnitt: Bei dieser Technik dominieren nicht die Linien, sondern weiße Flächen.
4. Schwarzflächenschnitt (auch Silhouettenschnitt): Die schwarzen Flächen dominieren als Silhouetten.
5. Strukturschnitt: Strukturen von Fell, Laub, Wiese, Dachziegel, Mauer und anderem werden durch Punkte, kurze Linien, Häkchen oder Ähnliches erzeugt.
6. Verwerfung (auch Schwarz-Weiß-Verwerfung, Verwerfungsprinzip): Die Verwerfung setzt das Austauschprinzip von Schwarz- zur Weißfigur oder Schwarz- zur Weißlinie ein. Jeweils im Kontrast zur Hintergrundfarbe wechselt ein Gegenstand seine Farbe.[11]

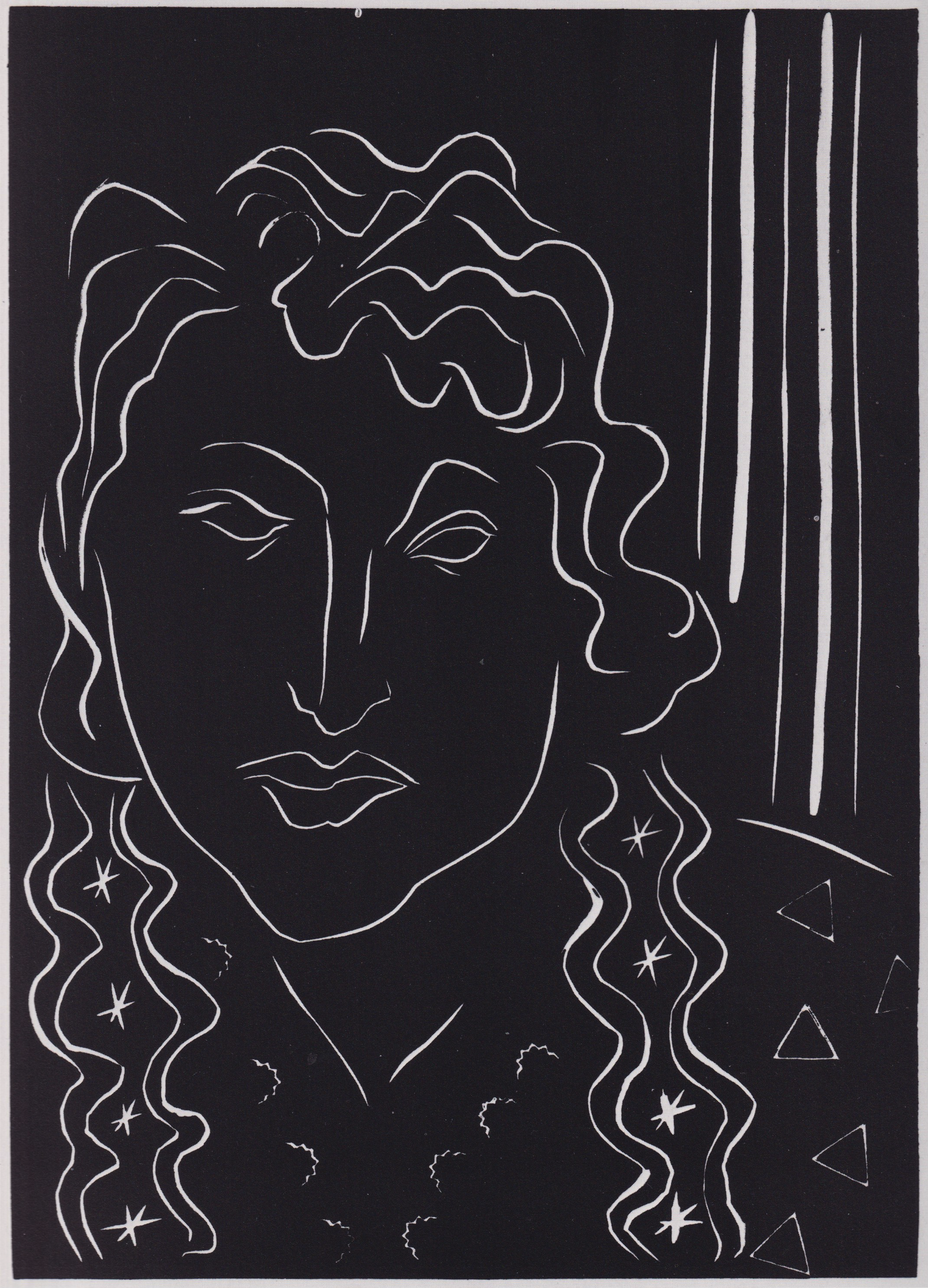
Weißlinienschnitt. Henri Matisse: Die schöne Tahitianerin, 1938
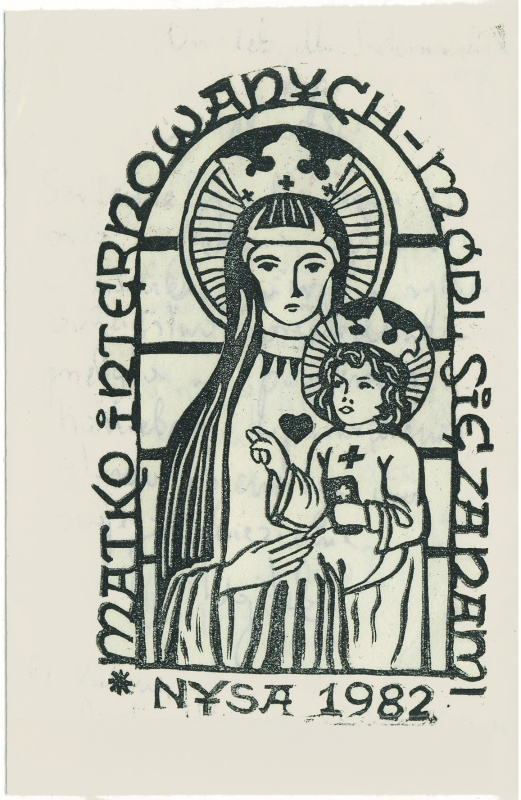
Schwarzlinienschnitt. Unbekannter Künstler: Muttergottes mit Jesuskind, 1982
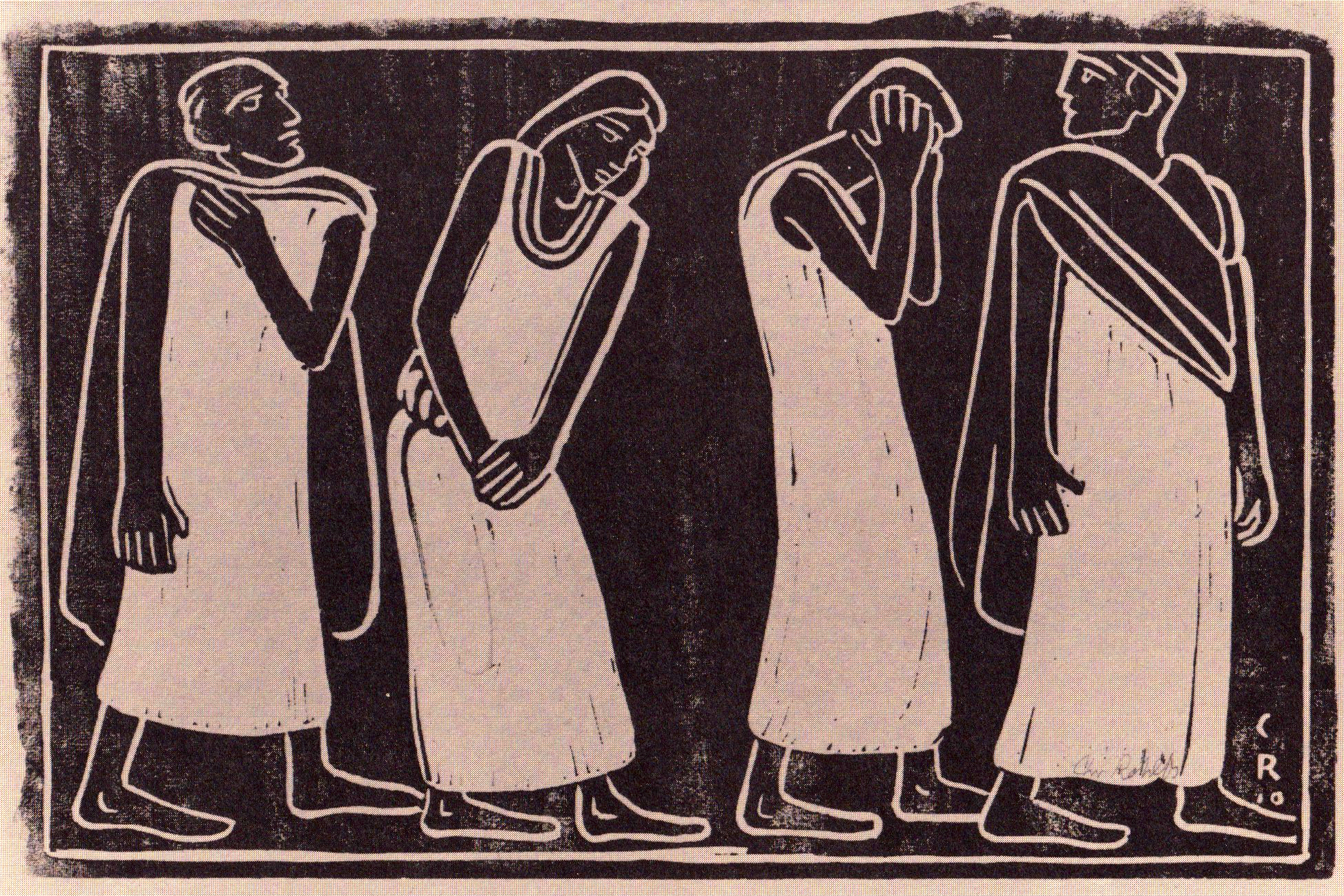
Weißflächenschnitt. Christian Rohlfs: Figurenkomposition, 1910
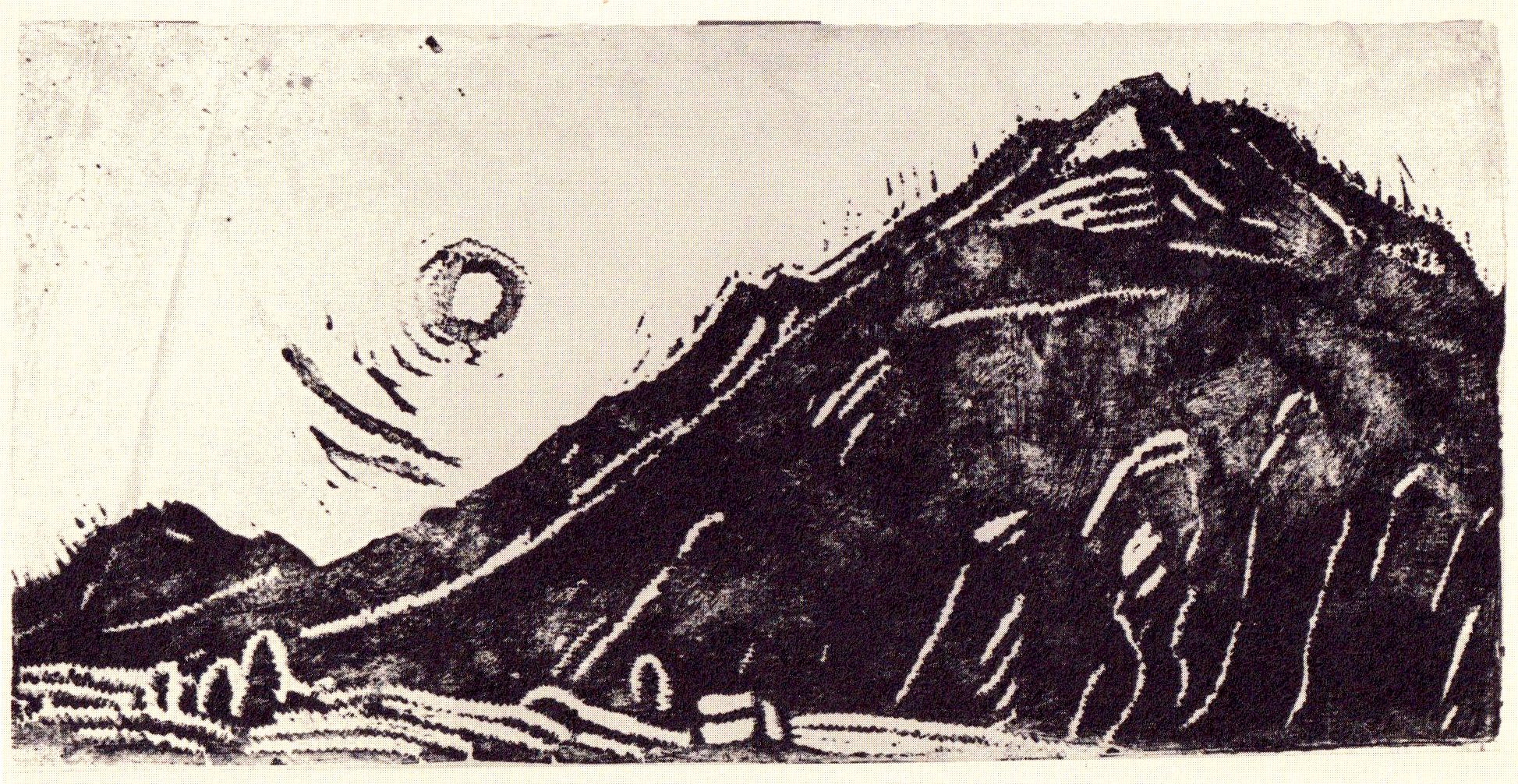
Schwarzflächenschnitt. Christian Rohlfs: Berg mit Sonne, 1911
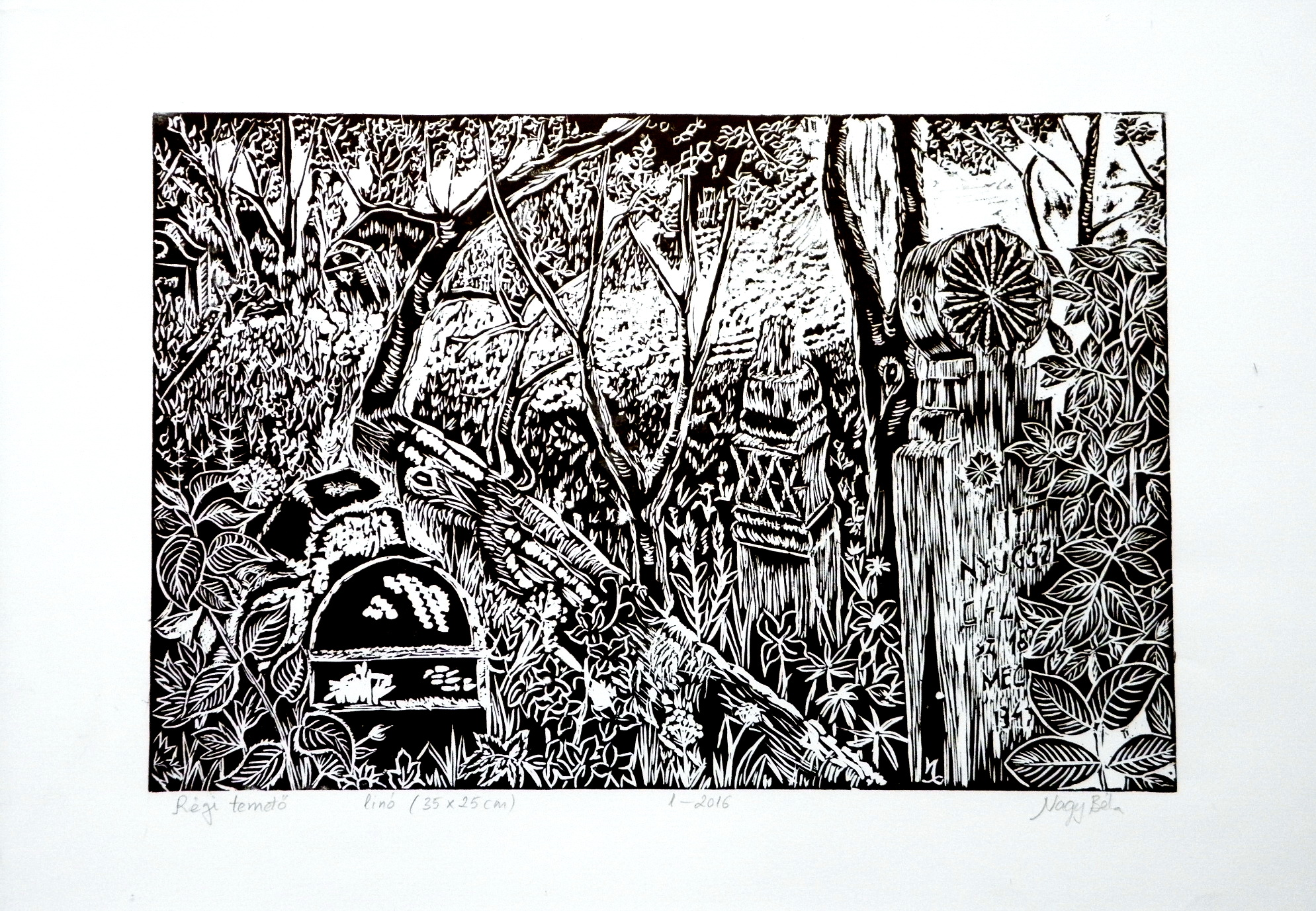
Strukturschnitt. Béla Nagy: Alter Friedhof, 2016
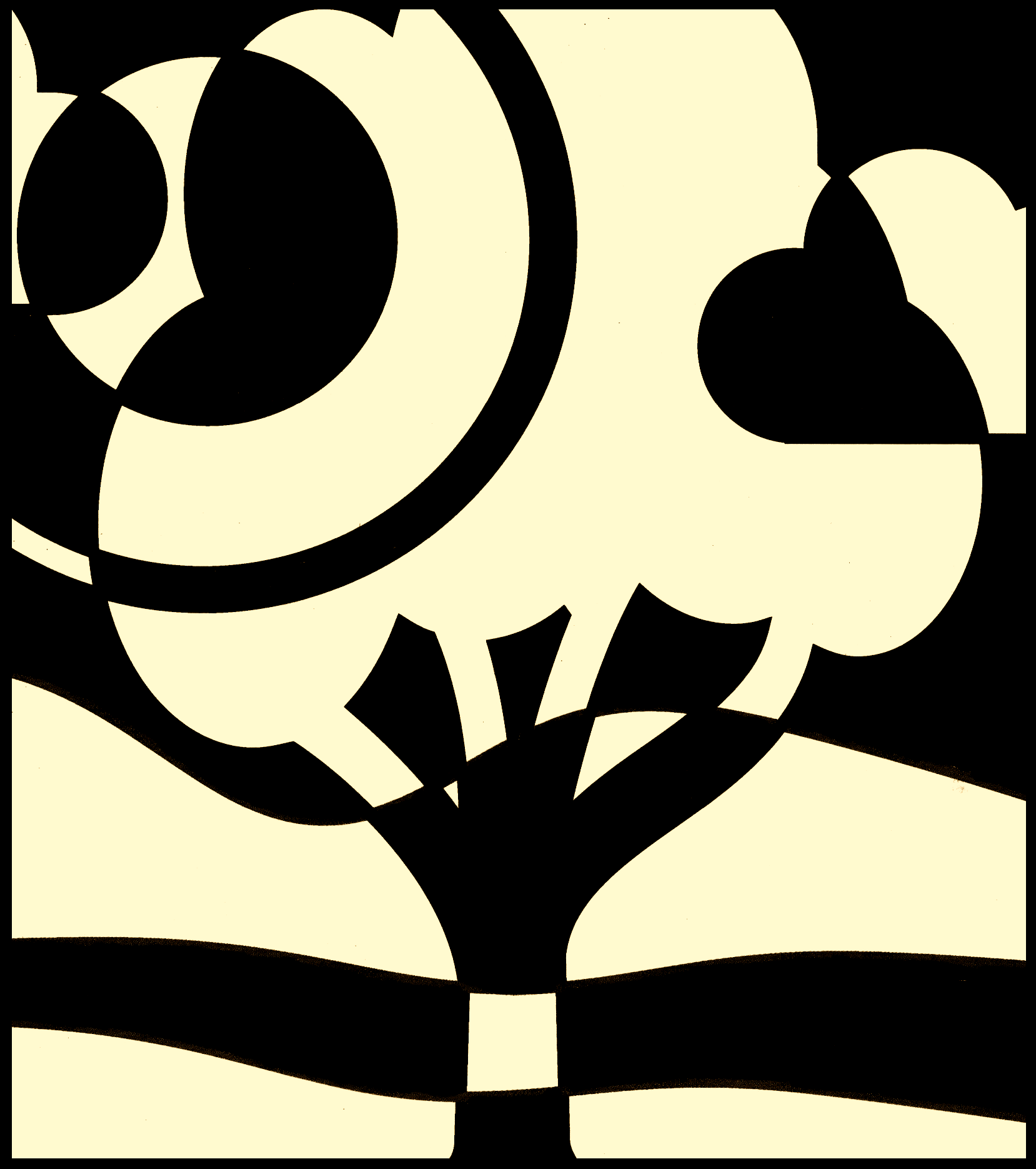
Verwerfung. Der Baum wechselt je nach Hintergrund seine Farbe. Filzstiftzeichnung, 2025

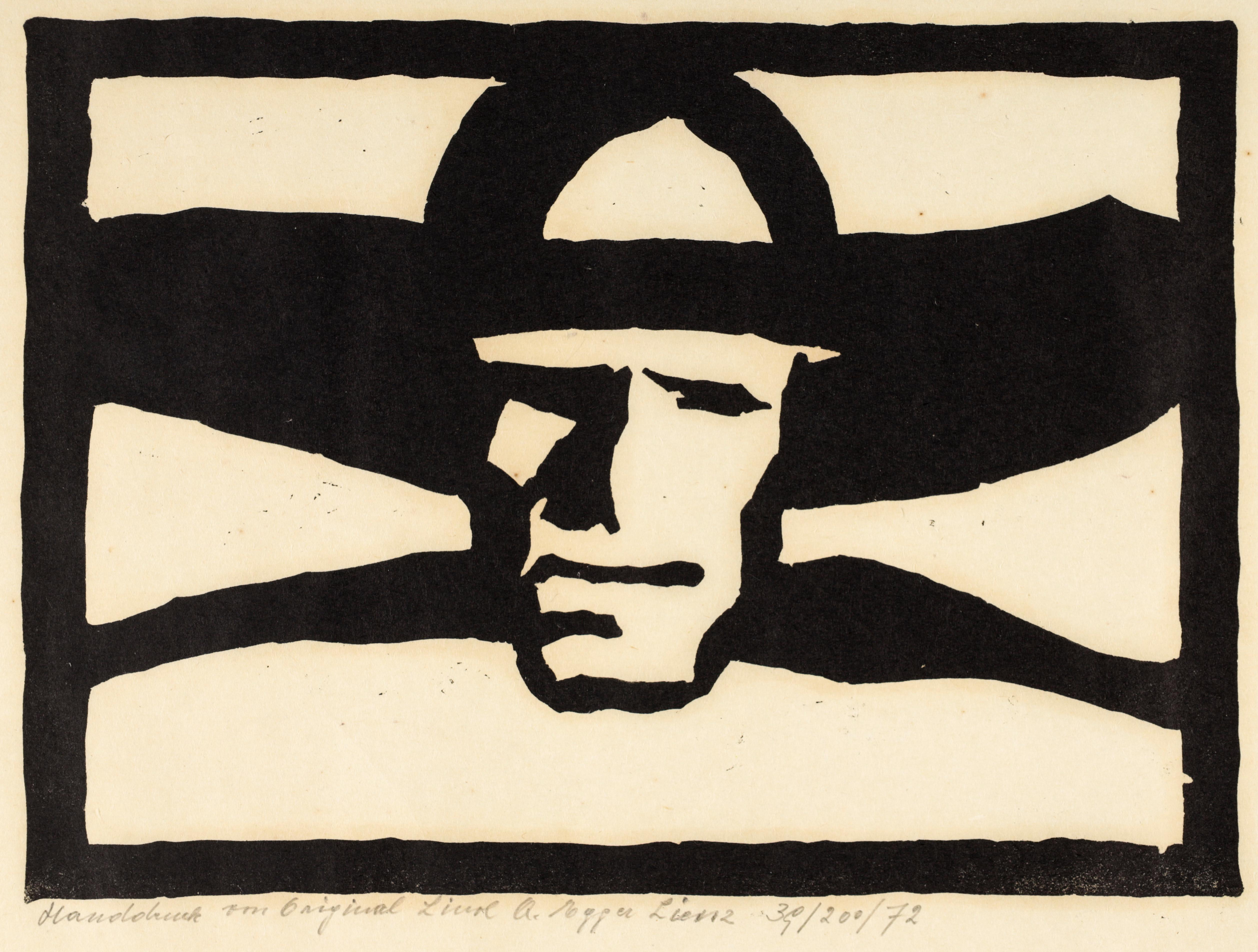
Schwarzdruck: monochromer Einplattendruck mit schwarzer Farbe. Albin Egger Lienz: Kopf eines Bergbauern, 1972

## Methoden
Je nach Anzahl der verwendeten Platten und Farben lassen sich vier verschiedene Arbeitsmethoden unterscheiden.

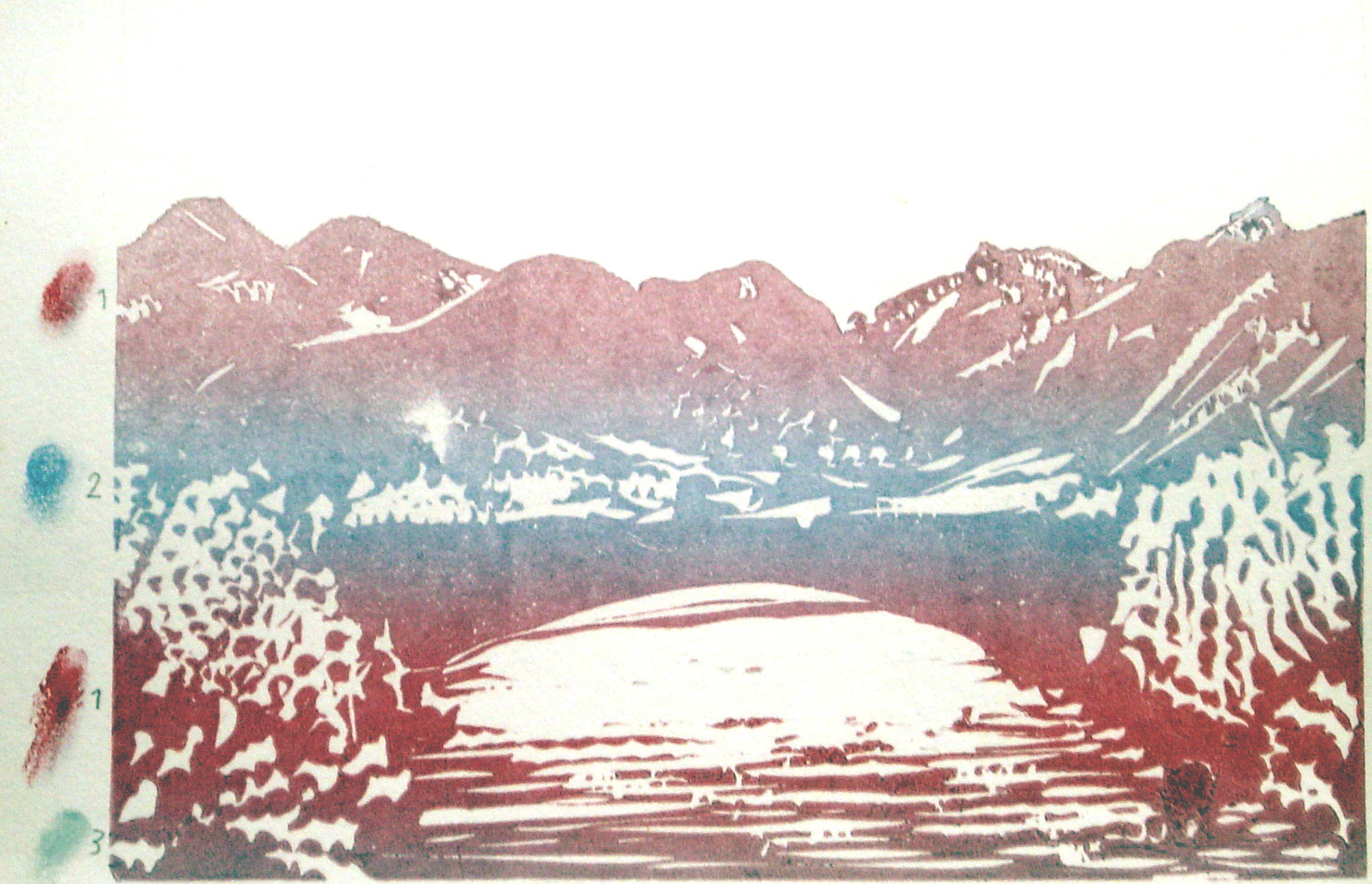
Farbiger Einplattendruck. Harvard: Norwegische Landschaft, 2006

1. Farbiger Einplattendruck. Harvard: Norwegische Landschaft, 2006Einplattendruck: Der Abdruck von einer einzelnen Druckplatte ist meist monochrom (Einfarbendruck). Am häufigsten ist der Schwarzdruck, bei dem die Platte schwarz eingefärbt und auf weißem Papier abgedruckt wird. Beim Weißdruck wird die Druckplatte mit weißer Farbe eingestrichen und auf schwarzem Papier abgezogen. Ein Mehrfarbendruck entsteht, wenn manuell einzelne Partien mit Pinseln, Tupfern oder Schablonen mit mehreren Farben eingefärbt werden.[12]
2. Mehrplattendruck: Die gebräuchlichste Technik des Mehrfarbendrucks (Farblinolschnitt) ist es, für jede Farbe eine eigene Platte zu verwenden. Die technische Schwierigkeit bei diesem Verfahren besteht darin, dass die einzelnen Platten exakt geplant und passgenau gedruckt werden müssen.[13] Eine Sonderform des Mehrplattendrucks ist der Camaieu-Schnitt, bei dem mehrere Platten in unterschiedlichen Abstufungen eines Farbtons eingefärbt sind.

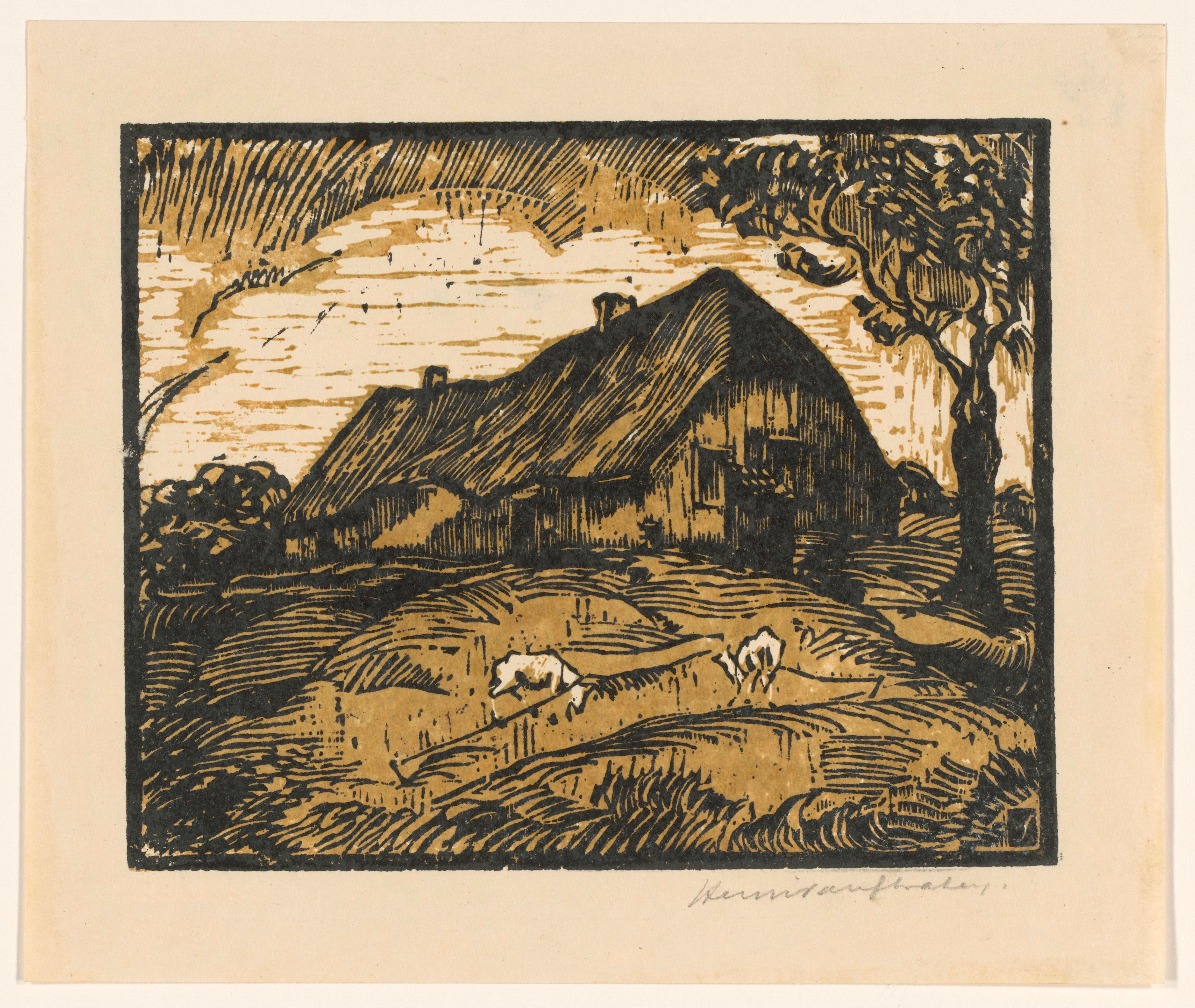
Mehrplattendruck. Druck mit zwei Platten in Gelb (Braun) und Schwarz. Hendrik van Straten: Bauernhof mit Ziegen, 1923 oder davor

3. Mehrplattendruck. Druck mit zwei Platten in Gelb (Braun) und Schwarz. Hendrik van Straten: Bauernhof mit Ziegen, 1923 oder davorVerlorener Schnitt (auch Abbauschnitt, Druck mit verlorener Platte, Eliminationsdruck, Reduktionsdruck, verlorene Form): Hierbei wird mit mehreren Farben und nur mit einer Platte gedruckt. Nach dem Druck einer Farbe wird die Platte weiter bearbeitet und mit der nächsten Farbe gedruckt, so dass immer mehr von der Druckplatte abgetragen wird. An den Stellen, an denen die Druckoberfläche entfernt wurde, bleiben die jeweils vorhergehenden Farben sichtbar.[14] (Unter anderen bekam Pablo Picasso diese Technik von seinem langjährigen Drucker Hidalgo Arnéra (1922–2007) empfohlen. Da Picasso oft an mehreren Bildern gleichzeitig arbeitete, hatte er oft Schwierigkeiten, die verschiedenen Druckplatten für eine mehrfarbige Grafik passgenau zu schneiden. Mit dem verlorenen Schnitt entfiel dieses Problem.)

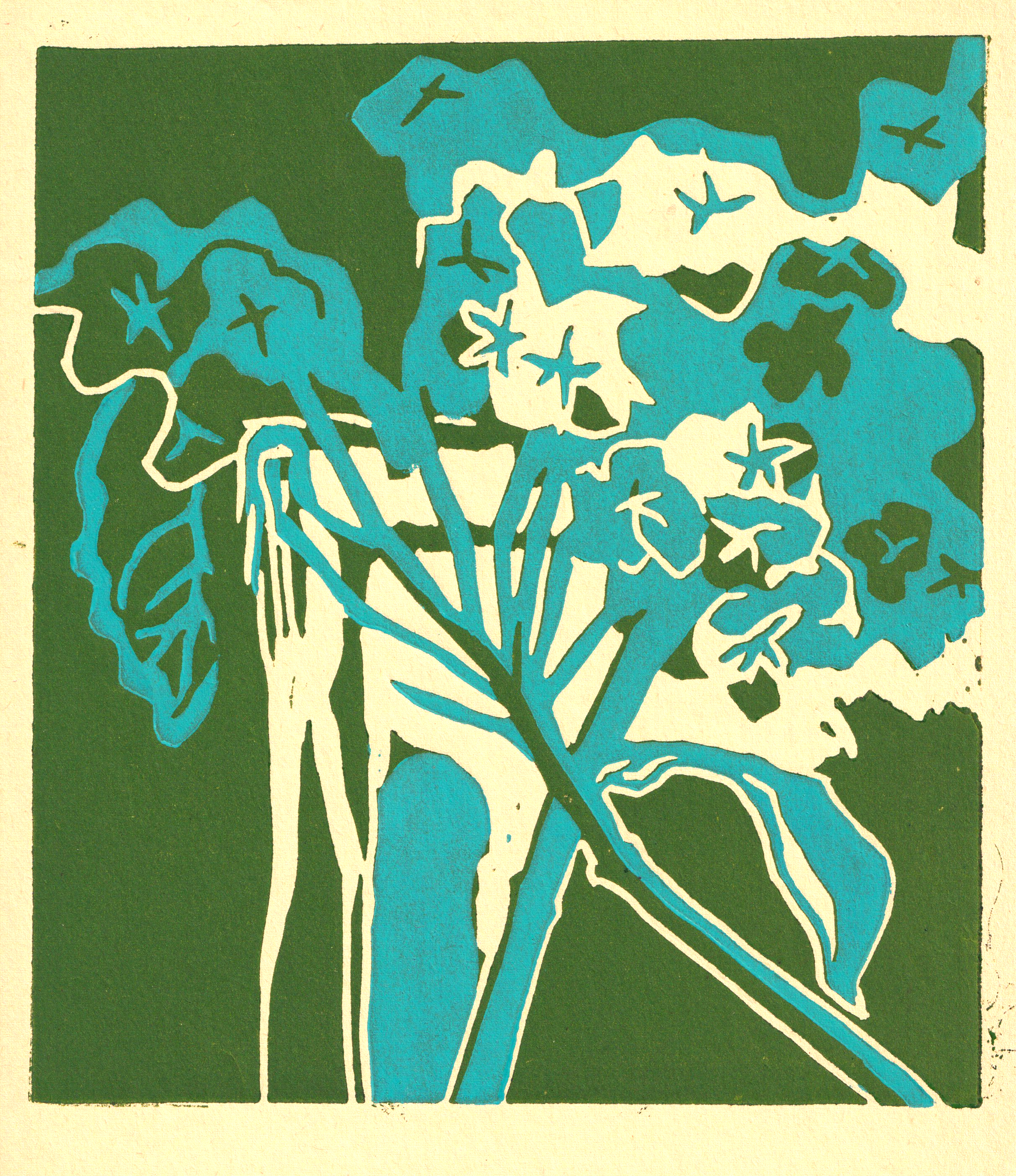
Verlorener Schnitt in Olivgrün und Hellblau. Friederike Wiegand: Hortensien, 1974

4. Verlorener Schnitt in Olivgrün und Hellblau. Friederike Wiegand: Hortensien, 1974Puzzle-Druck (auch Puzzleverfahren, Stempeldruck; englisch: jigsaw print): Die Linolplatte wird wie ein Puzzle in Stücke geschnitten. Diese werden separat eingefärbt, dann zu einer Platte zusammengelegt und in einem Druckvorgang gedruckt.[15]

Alle Techniken und Methoden lassen sich einzeln verwenden, untereinander kombinieren oder mit anderen Verfahren wie Collage, Fotografie, Holzschnitt, Malerei oder Stempeldruck verbinden.

## Vor- und Nachteile
- Nachteile: Aufgrund der weichen Beschaffenheit kann das Linoleum schnell abgenutzt werden, was zu einer begrenzten Lebensdauer der Druckplatte führt. Außerdem lassen sich sehr feine Details und zarte, enge Linien kaum schneiden, weil die Materialstruktur zu grobkörnig ist.
- Vorteile: Das Linoleum ist weich und in sich homogen. Deshalb schneidet es sich leichter und lässt sich gut in Kurven und in jede Richtung schneiden. Beim Linoleum gibt es keine Maserung, wie sie im Holzschnitt zu erkennen ist. So zeigt der Linolschnitt klare Flächen und glatte Umrisse. Im Vergleich zu anderen Drucktechniken sind die Materialien und Werkzeuge relativ preiswert und einfach zu beschaffen.[16]